# Herbert Tidstrand
Herbert Tidstrand, folkbokförd John Heribert Tidstrand, född 17 januari 1888 i Näs församling i dåvarande Skaraborgs län, död 11 april 1971 i Slöta församling i Skaraborgs län, var en svensk präst.
Herbert Tidstrand var son till kyrkoherde Lars Johan Tidstrand och Agnes Sundler. Efter studentexamen i Vänersborg 1907 följde akademiska studier i Uppsala. Han blev teologie kandidat 1911 och avlade praktiskt teologiskt prov 1912 varefter han prästvigdes i Skara domkyrka samma år. Tidstrand blev extra ordinarie präst vid Eriksberg 1912, i Skånings-Åsaka församling i Skara stift 1913. Han blev komminister i Brandstorps församling i samma stift 1914 och kyrkoherde i Daretorps, Velinga och Brandstorps församlingar från 1922. Han pensionerades 1956.
Han var ordförande i kyrkostämmorna, i skolstyrelsen i Daretorp från 1922 samt i skolrådet i Velinge från 1922. Vidare var han ledamot av Nordstjärneorden (LNO). Hans memoarer gavs ut postumt 1972.
Herbert Tidstrand gifte sig 1915 med Elsa Andersson (1896–1991), dotter till hemmansägare Sanfrid Andersson och Clara Karlsdotter. De fick barnen Ingrid Magnusson (1917–1997), Anna Tidstrand (född 1919), Karin Källberg (1922–2003) och Stina Blomqvist (1923–2005). Han är begravd på Daretorps kyrkogård utanför Tidaholm.